# Buronzo
Buronzo je italská obec v provincii Vercelli v oblasti Piemont.
K 31. prosinci 2011 zde žilo 908 obyvatel.

## Sousední obce
Balocco, Carisio, Castelletto Cervo (BI), Gifflenga (BI), Masserano (BI), Mottalciata (BI), Rovasenda, San Giacomo Vercellese, Villanova Biellese (BI)